# Диверсикологія
Диверсиколо́гія — галузь природничих наук, що вивчає закономірності формування та еволюції біологічного різноманіття.

## Місце в системі природничих наук
Одна з наймолодших галузей, що сформувалася на перетині таксономії, фауністики, флористики, созології (охорони природи), палеонтології, біостратиграфії, біогеографії, екології популяційної та екології угруповань.
Найбільший обсяг досліджень в галузі диверсикології в Україні відбувається при підготовці дисертацій за спеціальностями "Екологія", "Зоологія" (вкл. ентомологію, паразитологію та іхтіологію), "Ботаніка" і "Гідробіологія". Лідерами у розвитку диверсикологічних досліджень у світі й в Україні стали зоологи.
Одним з напрямків диверсикології є вивчення криптичного різноманіття, зокрема, видів-двійників, частка яких в окремих систематичних групах і окремих регіонах може сягати 30-40% від відомого (визнаного в класичних зведеннях) таксономічного різноманіття.

## Нарис історії розвитку в Україні
В Україні потужним поштовхом для розвитку дисципліни стало відкриття спеціальності "екологія та охорона навколишнього середовища". Цей початок розвитку дисципліни відзначений кількома подіями:
- захистом першої в Україні дисертації щодо концепції біорізноманіття та виходом відповідної монографії (Ємельянов И. Г. "Разнообразие и его роль в функциональной устойчивости и эволюции экосистем", 1999)
- виданням монографії проф. О. Протасова "Биоразнообразие и его оценка. Концептуальная диверсикология" (2002).
- початком читання курсу "Основи диверсикології" в університетах, зокрема в Ужгородському НУ (з 2002 р.), НАУКМА (з 2003 р.), Київському НУ (з 2005 р.).
- появою у природничих вісниках університетів розділу "диверсикологія" (зокрема, у Науковому Віснику Ужгородського університету);
- появою низки спеціальних публікацій та дисертацій з кількісними і якісними оцінками різноманіття флори, фауни та угруповань.

## Оцінки різноманіття
Звичайно під різноманіття розуміють видове багатство флори або фауни, проте насправді такі оцінки відображають не різноманіття, а багатство, тобто принципово іншу категорію. Різноманіття є інтегральною оцінкою багатства та розподілу елементів багатства за їхньою ряснотою.
Для оцінок різноманіття використовується низка показників. Найвідомішими серед них є ентропійний показник Шенона-Уївера (Н') та індекс різноманіття Сімпсона (D). На основі цих та подібних показників розраховуються показники складності угруповань, показники видового і таксономічного різноманіття тощо.